# Lyonsiella curta
Lyonsiella curta is een tweekleppigensoort uit de familie van de Lyonsiellidae. De wetenschappelijke naam van de soort is voor het eerst geldig gepubliceerd in 1984 door Poutiers.